# Hydatigera taeniaeformis
Hydatigera taeniaeformis är en plattmaskart som först beskrevs av August Johann Georg Karl Batsch 1786.  Hydatigera taeniaeformis ingår i släktet Hydatigera och familjen Taeniidae. Inga underarter finns listade i Catalogue of Life.

## Bildgalleri

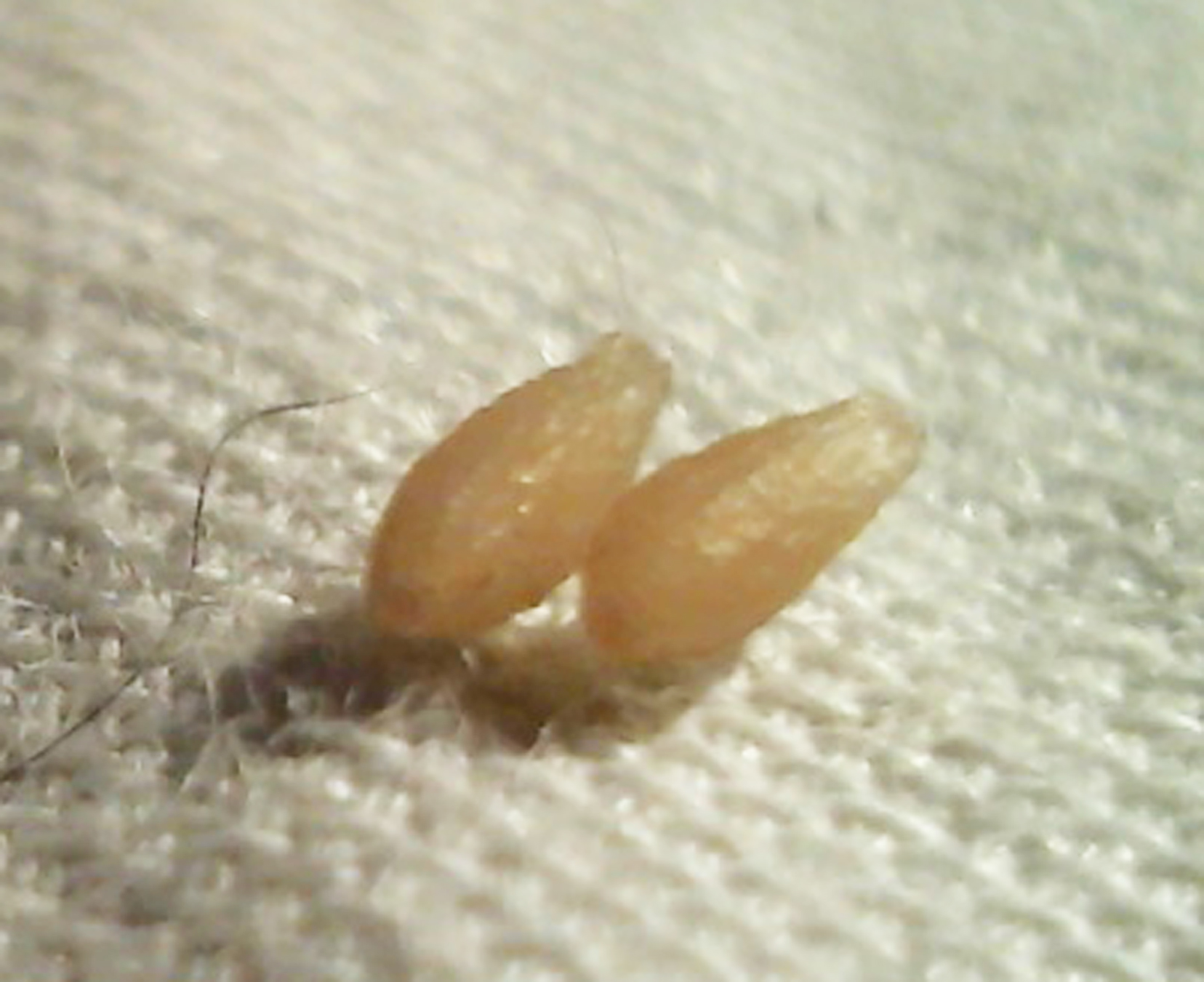